# Frank gwinejski
Frank gwinejski – jednostka walutowa Gwinei w latach 1959 – 1971 oraz od 1985 roku. 1 Frank = 100 centymów.
W obiegu znajdują się:
- monety o nominałach 1, 5, 10, 25 i 50 franków.
- banknoty o nominałach 25, 50, 100, 500, 1000, 2000, 5000, 10000, 20000 franków.